# Megalomus carpenteri
Megalomus carpenteri is een insect uit de familie van de bruine gaasvliegen (Hemerobiidae), die tot de orde netvleugeligen (Neuroptera) behoort. 
Megalomus carpenteri is voor het eerst wetenschappelijk beschreven door Penny et al. in 1997.